# Pyrota
Pyrota es un género de escarabajos de la familia Meloidae. En 1834 Dejean describió el género. Esta es la lista de especies que lo componen:
- Pyrota akhurstiana Horn 1891
- Pyrota bilineata Horn, 1885
- Pyrota concinna  Casey, 1891
- Pyrota dakotana  Wickahm, 1902
- Pyrota deceptiva  Selander, 1963
- Pyrota decorata  Haag-Rutenberg, 1880
- Pyrota diadema  (Klug, 1825)
- Pyrota discoidea  (LeConte, 1853)
- Pyrota dispar  (Germar, 1824)
- Pyrota divirgata  (Villada & Penafiel, 1867)
- Pyrota dubitalis Horn, 1885
- Pyrota elegans  (Klug, 1825)
- Pyrota engelmanni  LeConte, 1851
- Pyrota fasciata  Selander, 1963
- Pyrota germari  (Haldeman, 1843)
- Pyrota herculeana  (Germar, 1824)
- Pyrota hirticollis  Champion, 1892
- Pyrota horacioi  Martinez & Selander, 1984
- Pyrota insulata  (LeConte 1858)
- Pyrota invita Horn, 1885
- Pyrota limbalis  LeConte, 1866
- Pyrota lineata  (Olivier, 1795)
- Pyrota mariarum  Champion, 1892
- Pyrota mylabrina  Chevrolat, 1834
- Pyrota nigra  Selander, 1983
- Pyrota obliquefascia  Schaeffer, 1908
- Pyrota palpalis  Champion, 1885
- Pyrota perversa  Dillon, 1952
- Pyrota plagiata  Haag-Rutenberg, 1880
- Pyrota postica  LeConte, 1866
- Pyrota punctata  Casey 1891
- Pyrota quadrinervata  Herrera & Mendoza, 1866
- Pyrota riherdi  Dillon, 1952
- Pyrota rugulipennis  Champion, 1892
- Pyrota signata  (Klug, 1825)
- Pyrota sinuata  (Olivier, 1790)
- Pyrota tenuicostatis  (Dugès, 1877)
- Pyrota terminata  LeConte 1866
- Pyrota terrestris  Selander, 1963
- Pyrota trochanterica Horn, 1894
- Pyrota victoria  Dillon, 1952
- Pyrota virgata  (Klug, 1825)
- Pyrota vittigera  Blanchard in d'Orbigny, 1843